# أحداث انقطاع الطمث والإستروجين والوريد
إنقطاع الطمث والإستروجين والأحداث الوريدية كانت الدراسة بأثر رجعي دراسة قائمة على الملاحظة من العلاج الهرموني بعد إنقطاع الطمث والجلطات الدموية الوريدية في بعد سن اليأس النساء مع تاريخ سابق من فت. وجدت أن عبر الجلد إستراديول لم يترافق مع زيادة خطر الجلطات الدموية الوريدية (HR = 1.0، 95% CI 0.4–2.4) بينما عن طريق الفم الإستروجين إرتبطت بزيادة كبيرة في المخاطر (HR = 6.4، 95% CI 1.5–27.3). كان متوسط جرعة إستراديول عبر الجلد في الدراسة 50 مايكروغرام لكل يوم، على الرغم من أن البيانات المتعلقة بالجرعة كانت مفقودة لحوالي 50 % من النساء. وبالمثل، وجدت دراسة صغيرة أن إستراديول عبر الجلد لم يؤثر على التخثر في النساء مع الجلطات الدموية الوريدية السابقة. هذه النتائج مماثلة للدراسات في النساء بعد إنقطاع الطمث دون تاريخ سابق من الجلطات الدموية الوريدية التي وجدت أن إستراديول عبر الجلد له تأثير ضئيل على التخثر ولا يرتبط مع زيادة خطر الجلطات الدموية الوريدية بجرعات تصل إلى 100مايكروغرام/يوم. وقد إستشهدت المبادئ التوجيهية العلاج الهرموني إنقطاع الطمث دراسة إنقطاع الطمث، والإستروجين والأحداث الوريدية وأوصت بإستخدام إستراديول عبر الجلد على هرمون الإستروجين عن طريق الفم في النساء المعرضات لخطر كبير للجلطات الدموية الوريدية. ومع ذلك، تجارب معشاة ذات شواهد لا تزال هناك حاجة لتأكيد النتائج بشكل قاطع أن إستراديول عبر الجلد هو أكثر أمانًا من هرمون الإستروجين عن طريق الفم من حيث خطر الجلطات الدموية الوريدية.

## أنظر أيضًا
- قائمة الدراسات السريرية البارزة للعلاج بالهرمونات بعد انقطاع الطمث